# A statisztikai célú területi egységek nómenklatúrája
Az angolul Nomenclature of Territorial Units for Statistics, franciául Nomenclature des Unités Territoriales Statistiques, magyarul Statisztikai Célú Területi Egységek Nómenklatúrája (kódjegyzéke) az Európai Unió (EU) által készített földrajzi alapú kódolási rendszer. Legtöbbször csak a francia elnevezést rövidítve NUTS-rendszernek nevezik.
A rendszert statisztikai célból, az országok adminisztratív egységeinek azonosítása miatt hozták létre 1988-ban, így az eltérő fejlettségű területeket területi szinten lehetett elemezni, majd támogatni. A rendszert csak az Unió területén használják, kiterjesztették a 2004-ben csatlakozott államokra, a jelenlegi tagjelöltekre, valamint az EFTA-államokra is. A rendszer elemszámának növekedése, illetve a határok visszaélésre is lehetőséget adó módosításai miatt az 1059/2003/EK rendelet egységesítette a szinteket, keretszámokat határozva meg az adott adminisztratív szint lakosságszámára, egyúttal részletes eljárási szabályokat írt elő a beosztás meghatározásához és esetleges módosításához.
A NUTS-kódok első két számjegye az országra utal, a harmadik számjegy a legmagasabb szintű adminisztratív körzetet jelenti, míg a többi számjegy a másodikat, valamint a harmadikat. Abban az esetben, ha valamelyik szinten több mint 9 egység van, a számsor megszakítás nélkül folytatódik.
A rendszer kiegészítéseként minden ország rendelkezik egy két betűből álló kóddal, mely a kontinenst, valamint két számmal, mely az országot jelöli. Az Egyesült Államok, Kanada, valamint Ausztrália szövetségi államai saját kóddal rendelkeznek. A rendszer ezen a szinten több anomáliával rendelkezik: Gibraltárt EU-n kívüli területnek jelöli az EO21-es kódjával, míg például Francia Guyana kétszer szerepel a listán, egyszer Franciaországon belül FR930-as kóddal, másrészt Dél-Amerikánál AS-13-as jelöléssel.

## A NUTS-rendszer szintjei
Jelenleg 3 szint van definiálva, melyet a helyi adminisztratív egységek (local administrative units – LAUs) két szintje egészít ki. Az utóbbiak korábban a NUTS rendszer részei voltak, a NUTS4, valamint a NUTS5 szintet jelentették. Nem minden ország rendelkezik az összes szinttel, Luxemburg, az egyik legkisebb uniós tagállam például csak LAUs szintű egységekre van felosztva.
Magyarországon a NUTS 1-es szintet az országrészek alkotják: Dunántúl, Közép-Magyarország, valamint Alföld és Észak. A NUTS 2-es szintnek a statisztikai régiók felelnek meg, míg a NUTS 3 szinten helyezkedik el a megyerendszer.
Az Európai Unió egyes országain belül a NUTS rendszer a következőképp alakul:

NUTS-1
NUTS-2
NUTS-3

| Országok           | Országok          | NUTS 1                          | NUTS 1 | NUTS 2                               | NUTS 2 | NUTS 3                          | NUTS 3 |
| ------------------ | ----------------- | ------------------------------- | ------ | ------------------------------------ | ------ | ------------------------------- | ------ |
| Ausztria           | AT                | több szövetségi tartomány       | 3      | szövetségi tartományok               | 9      | járások csoportjai              | 35     |
| Belgium            | BE                | régiók                          | 3      | tartományok                          | 11     | járások                         | 43     |
| Bulgária           | BG                | országrészek                    | 2      | régiók                               | 6      | megyék                          | 28     |
| Ciprus             | CY                | -                               | 1      | -                                    | 1      | -                               | 1      |
| Csehország         | CZ                | -                               | 1      | körzetek csoportjai                  | 8      | Csehország körzetei             | 14     |
| Dánia              | DK                | -                               | 1      | régiók                               | 5      | községek csoportjai             | 11     |
| Észtország         | EE                | -                               | 1      | -                                    | 1      | megyék csoportjai               | 5      |
| Egyesült Királyság | UK                | Anglia régiói                   | 9      | angol megyék csoportjai, Nagy-London | 30     | megyék, vagy járások csoportjai | 93     |
| Egyesült Királyság | UK                | Wales                           | 1      | walesi tartományok csoportjai        | 2      | walesi tartományok csoportjai   | 12     |
| Egyesült Királyság | UK                | Skócia                          | 1      | skót tartományok csoportjai          | 4      | skót tartományok csoportjai     | 23     |
| Egyesült Királyság | UK                | Észak-Írország                  | 1      | megye                                | 1      | északír körzetek csoportjai     | 5      |
| Finnország         | FI                | Finn szárazföldi terület        | 1      | régiók csoportjai                    | 4      | régiók                          | 19     |
| Finnország         | FI                | Åland                           | 1      | -                                    | 1      | -                               | 1      |
| Franciaország      | FR                | nemzeti fejlesztési zónák       | 8      | régiók                               | 22     | megyék                          | 96     |
| Franciaország      | FR                | tengerentúli területek          | 1      | tengerentúli megyék                  | 4      | tengerentúli megyék             | 4      |
| Görögország        | GR                | fejlesztési régiók csoportja    | 4      | kerületek                            | 13     | Prefektúrák                     | 51     |
| Hollandia          | NL                | országrészek                    | 4      | tartományok                          | 12     | COROP régiók                    | 40     |
| Horvátország       | HR                | -                               | 1      | régiók                               | 2      | megyék                          | 21     |
| Írország           | IE                | -                               | 1      | régiók                               | 2      | regionális hatóságok            | 8      |
| Lengyelország      | PL                | régiók                          | 6      | Lengyelország vajdaságai             | 16     | Podregiony                      | 45     |
| Lettország         | LV                | -                               | 1      | -                                    | 1      | régiók                          | 6      |
| Litvánia           | LT                | -                               | 1      | -                                    | 1      | megyék                          | 10     |
| Luxemburg          | LU                | -                               | 1      | -                                    | 1      | -                               | 1      |
| Magyarország       | HU                | országrészek                    | 3      | statisztikai régiók                  | 8      | megyék és Budapest              | 20     |
| Málta              | MT                | -                               | 1      | -                                    | 1      | szigetek                        | 2      |
| Németország        | DE                | szövetségi tartományok          | 16     | kormányzati kerületek                | 41     | járások és járási jogú városok  | 439    |
| Olaszország        | IT                | régiók csoportja                | 5      | régiók                               | 21     | megyék                          | 103    |
| Portugália         | PT                | Portugália szárazföldi területe | 1      | megyék                               | 5      | körzetek csoportjai             | 28     |
| Portugália         | PT                | Azori-szigetek és Madeira       | 2      | -                                    | 2      | -                               | 2      |
| Románia            | RO                | makrorégiók                     | 4      | régiók                               | 8      | megyék                          | 42     |
| Spanyolország      | ES                | autonóm közösségek csoportjai   | 7      | autonóm közösségek                   | 17     | tartományok                     | 50     |
| Spanyolország      | ES                | autonóm közösségek csoportjai   | 7      | Ceuta és Melilla                     | 2      | -                               | 2      |
| Svédország         | SE                | országrészek                    | 3      | Riksområden                          | 8      | megyék                          | 21     |
| Szlovákia          | SK                | -                               | 1      | körzetek csoportjai                  | 4      | körzetek                        | 8      |
| Szlovénia          | SI                | -                               | 1      | -                                    | 1      | statisztikai régiók             | 12     |
| EU-28              | EU-28             | -                               | 98     | -                                    | 273    | -                               | 1312   |
| Törökország        | TR                | országrészek                    | 12     | régiók                               | 26     | tartományok                     | 81     |
| Tagjelölt államok  | Tagjelölt államok | -                               | 14     | -                                    | 34     | -                               | 121    |
| Izland             | IS                | -                               | 1      | -                                    | 1      | -                               | 1      |
| Liechtenstein      | LI                | -                               | 1      | -                                    | 1      | -                               | 1      |
| Norvégia           | NO                | -                               | 1      | megyék csoportjai                    | 7      | megyék                          | 19     |
| Svájc              | CH                | -                               | 1      | régiók                               | 7      | kantonok                        | 26     |
| EFTA országok      | EFTA országok     | -                               | 4      | -                                    | 16     | -                               | 47     |
| Összesen:          | Összesen:         | -                               | 116    | -                                    | 314    | -                               | 1433   |

## Felhasználása
- A közbeszerzésben használt hirdetményekben NUTS-kód alapján határozzák meg az ajánlatkérők, ajánlattevők, valamint a teljesítési hely címadatát.[1]